# 2000 SG344
2000 SG344 (écrit également 2000 SG344) est un petit astéroïde Aten découvert en 2000. Il a un diamètre de 37 m et une masse estimée à 71 000 tonnes. L'objet pourrait également être classé comme météoroïde, bien que ces derniers aient par définition un diamètre maximal de 10 m. Comme son orbite est très voisine de l'orbite terrestre et qu'il est passé près de la Terre en 1971, il a été suggéré que 2000 SG344 pourrait en fait être un objet fabriqué par l'homme tel qu'un étage S-IVB d'une fusée Saturn V,.

## Possibilité d'impacts avec la Terre
Jusqu'en décembre 2004, il était considéré comme l'objet géocroiseur ayant la plus forte probabilité (bien que très faible) de heurter la Terre dans les 100 prochaines années. Il est classé au niveau zéro de l'échelle de Turin des risques d'impact (l'échelle va de 0 à 10) et est listé sur le tableau des risques de Sentry,. Il fut brièvement surpassé en décembre 2004 par (99942) Apophis (qui à l'époque était seulement connu par sa désignation provisoire 2004 MN4).
Sur la base de 31 observations de 2000 SG344 faites entre mai 1999 et octobre 2000, il y avait environ 1 chance sur 455 qu'il percute la Terre entre 2069 et 2113. Si cela se produit, l'énergie dégagée lors de l'impact a été estimée à 1,1 mégatonnes de TNT.

## Projet de mission de la NASA
La NASA le considère comme une cible possible pour une mission habitée avec le vaisseau spatial Orion, avant une mission vers Mars prévue en 2030. 2000 SG344 sera observable en avril 2028 avec une magnitude apparente de 19.

## Autres références
- « IAU Circular: MPEC 2000-U19 », IAU Circular,‎ 24 octobre 2000 (lire en ligne, consulté le 16 septembre 2012)
- « IAU Circular: MPEC 2000-U24 », IAU Circular,‎ 25 octobre 2000 (lire en ligne, consulté le 16 septembre 2012)
- « IAU Circular: MPEC 2000-V26 », IAU Circular,‎ 8 novembre 2000 (lire en ligne, consulté le 16 septembre 2012)